# Флавия Алессандра
Флавия Алессандра Мартинеш де Кошта (порт. Flávia Alessandra Martins de Costa; род. 7 июня 1974, Риу-даз-Острас, Рио-де-Жанейро) — бразильская актриса. Состоит во втором браке, первый закончился разводом.

## Биография
Флавия Алессандра родилась в семье капитана корабля Хелио и учительницы Ракель. Имеет двух старших братьев, Хелио и Кейл.

## Фильмография
| Год  |   | Русское название | Оригинальное название | Роль                      |
| ---- | - | ---------------- | --------------------- | ------------------------- |
| 1995 | с | История любви    | História de Amor      | Сонинья                   |
| 2001 | с | Берег мечты      | Porto dos Milagres    | Ливия Проэнса де Ассунсао |
| 2005 | с | Голос сердца     | Alma gêmea            | Кристина                  |
| 2007 | с | Два лица         | Duas Caras            | Алзира Коррейя            |